# 공룡 100만년 (1966년 영화)
공룡 100만년(영어: One Million Years B.C.)은 1966년에 개봉된 영국의 모험, 판타지 영화이다. 1940년에 개봉된 미국의 판타지 영화 공룡 100만년(One Million B.C.)을 리메이크했다. 돈 채피가 감독을 맡았으며 해머 필름 프로덕션, 세븐 아트 프로덕션이 제작을 담당했다. 혈거인과 공룡의 가상 시대를 배경으로 했으며 라켈 웰치, 존 리처드슨이 주연을 맡았다.
원작과 마찬가지로 해당 리메이크 작품도 대체 역사를 담고 있다. 이 작품은 공룡과 인간이 같은 시기에 살고 있는 모습을 그리고 있는데 지질 시대에 따르면 마지막 비조류 공룡은 기원전 약 6600만년 전에 멸종되었고 현대 인류(호모 사피엔스)는 기원전 약 30만년 전까지 존재하지 않았다. 레이 해리하우젠은 스톱 모션 애니메이션 기법을 사용하여 공룡의 공격을 모두 애니메이션화했다. 해리하우젠은 미국판 킹콩 DVD에서 "교수들을 위해 공룡 100만년을 만든 것은 아닙니다. 어차피 이런 종류의 영화를 보러 가는 일은 없을 것입니다."라고 평가했다.

## 특징
1965년 겨울에 스페인 카나리아 제도에서 촬영했으며 1966년 10월 25일에 런던 무역 박람회에서 처음 상영되었다. 1966년 12월 30일에 영국에서 일반에 개봉되었고 염료 흡수 테크니컬러 필름으로 인쇄되었다. 1967년 2월 21일에는 미국에서 개봉되었는데 보다 많은 관객을 동원하기 위하여 9분 분량을 삭제하는 대신에 디럭스 컬러 필름으로 인쇄되었다.
이탈리아 출신의 작곡가인 마리오 나심베네가 영화의 음악과 악보를 담당했다. 라켈 웰치는 해당 영화에서 "인류의 첫 비키니"라고 묘사된 사슴 가죽으로 만든 비키니를 입고 등장하여 섹시 스타 대열에 오르게 된다.

## 줄거리
부족장 아코바가 사냥대를 이끌고 사냥감을 찾아 언덕으로 이동한다. 부족의 한 구성원이 거대한 수퇘지를 구덩이에 가두면 아코바의 아들 투막이 죽인다. 그 부족은 저녁을 먹기 위해 그것을 집으로 가져간다. 투막과 아코바는 누가 더 많은 고기를 가질 자격이 있는지 다투고 투막은 화가 난 아버지에게 혹독한 사막으로 추방당한다. 거대한 이구아나, 유인원, 초식성 브론토사우루스, 그리고 거대한 거미와 같은 많은 위험이나 놀라운 생물에서 살아남은 다음에 그는 서부 오지에 위치한 해로의 외딴 해변에서 쓰러지고 그곳에서 "로아나 더 페어 원"과 그의 동료 여성인 금발의 셸 부족에게 목격된다. 그들은 아르켈론(실제 선사 시대 아르켈론의 3배 크기)이 해변에 왔을 때 그를 도우려고 한다. 셸 부족 사람들이 도착하여 바다로 몰아넣자 투막은 그들의 마을로 끌려가서 로아나가 돌봐준다. 여기서 동굴 벽화, 음악, 조개껍질로 만든 섬세한 보석, 농업, 그리고 초보적인 언어와 같이 셸 부족이 갈색 머리의 록 부족보다 더 진보하고 문명화되어 있음을 강조하는 장면들이 이어지는데 투막은 이전에 접해본 적이 없는 것으로 보인다.
부족 여성들이 낚시를 할 때 어린 성인 알로사우루스가 공격한다. 부족은 그들의 동굴로 도망치지만 작은 소녀가 당황한 나머지 나무 위에 갇히게 된다. 투막은 셸 부족의 아호트에게서 창을 빼앗아 그녀를 방어하기 위해 앞으로 돌진한다. 용기를 얻은 로아나는 아이를 안전한 곳으로 호위하기 위해 달려나온다. 아호트와 다른 남자들이 투막을 도우러 오지만 투막이 공룡을 끝내기도 전에 살해당한다. 그 후 죽은 사람들의 장례식이 거행되는데 투막은 이를 경멸하는 풍습을 벌인다. 투막는 일찍 장례식을 마치고 동굴로 다시 들어가 알로사우루스를 죽인 창을 훔치려 한다. 창을 빼앗은 아호트는 절도 미수에 화가 나서 동굴 안으로 들어가면서 싸움이 벌어진다. 이로 인한 소동은 투막을 내쫓기 위해 연합한 나머지 부족들을 끌어들인다. 로아나는 그와 함께 떠나고 아핫은 우정의 표시로 그들이 싸웠던 창을 그에게 준다.
한편 아코바는 사냥대를 이끌고 사냥감을 찾아 언덕으로 향하지만 숫양을 잡으려다 발을 헛디뎌버린다. 투막의 동생인 사카나가 권력을 잡기 위해 그들의 아버지를 죽이려 한다. 아코바는 살아남았지만 부상을 당하게 되고 사카나가 새로운 부족장이 된다. 사카나가 지휘봉을 잡은 투막과 로아나는 세라토사우루스와 초식 공룡인 트리케라톱스 사이의 싸움에 직면하는데 트리케라톱스는 결국 승리하여 상대를 공격하고 망연자실하게 만든다. 따돌림을 받던 사람들은 록 부족의 영토로 돌아오고 로아나는 부족을 만나지만 다시 말다툼이 벌어진다. 가장 극적인 것은 투막의 현재 사랑에 관심이 있는 로아나와 그의 전 연인 "누폰디 더 와일드 원" 사이의 싸움이다. 로아나는 싸움에서 이기지만 다른 부족의 격려에도 불구하고 치명타를 가하는 것을 거부한다. 한편 사카나는 투막과 로아나가 자신들의 문화에 셸 부족의 방식을 접목시키려는 시도에 분개했다.
혈거인들이 로아나에게 영감을 받아 처음으로 수영을 하는 동안에 그들은 암컷 프테라노돈에게 공격당한다. 로아나는 혼란 속에서 새끼에게 먹이를 주기 위해 공중으로 낚아채지만 거대한 도둑 람포링쿠스의 개입으로 인해 바다로 떨어지게 된다. 두 익룡이 싸우는 동안에 로아나는 간신히 해안가로 비틀거리다가 쓰러진다. 투막은 도착하지만 승리자 람포린쿠스가 프테라노돈의 자손을 먹는 소리로만 반겨진다.
투막은 처음에 로아나가 죽었다고 추정했다. 사카나는 아코바에 대한 무장 반란에서 같은 생각을 가진 동료 사냥꾼들을 이끌고 있다. 투막, 아호트, 로아나(프테라노돈이 그를 바다에 빠뜨린 후 비틀거리며 그녀의 부족으로 돌아감)와 셸 부족의 다른 대원들이 제시간에 도착하여 사카나와 싸운다. 야만적인 손싸움이 한창일 때 갑자기 화산이 폭발한다. 이 지역 전체가 두 부족을 압도하는 지진과 산사태에 시달리고 있다. 영화가 끝나자 투막, 로아나, 그리고 살아남은 두 부족의 구성원들은 폐허가 된 달에 가까운 풍경 속에 있는 자신들을 발견하기 위해 모습을 드러낸다. 그들은 모두 새로운 보금자리를 찾기 위해  하나로 뭉치게 된다.

## 배우
- 라켈 웰치 - 로아나 역
- 존 리처드슨 - 투막 역
- 퍼시 허버트 - 사카나 역
- 로버트 브라운 - 아코바 역
- 마틴 베스윅 - 누폰디 역
- 진 울러던 - 아호트 역
- 김션근 ㅡ 문디가시나 역
- 김경보기 ㅡ 머저리 역